# Lagonda 12/24
La Lagonda 12/24 è un'automobile prodotta dalla casa automobilistica britannica Lagonda dal 1924 al 1925 in 2.250 esemplari. Sostituì la Lagonda 11.9, di cui rappresentava un'evoluzione, e venne sostituita dalla Lagonda 14/60.

## Storia
Il modello rappresentò la versione aggiornata della Lagonda 11.9, di cui incarnava un'evoluzione. La Lagonda 12/24 aveva lo stesso  motore della Lagonda 11.9, ovvero un propulsore da 1.421 cm³ di cilindrata a quattro cilindri. Le differenze tecniche tra i due modelli erano minime.
Il telaio e la carrozzeria della 12/24, come quanto fatto sulla 11.1 e sulla 11.9, avevano un accoppiamento unitario. Fu realizzata il 2.250 esemplari facendone un importante successo commerciale, visto che venne prodotta solo per due anni, dal 1924 al 1925. Ad oggi, di questa produzione, sono giunti sino a noi 5 esemplari.